# Evropská silnice E96
Mezinárodní silnice E96 je evropská silnice, která vede západním Tureckem ze Smyrny přes Uşak a Afyonkarahisar do Sivrihisaru, kde se napojuje na silnici E90 směr Ankara. Téměř celá trasa je vedena po rychlostních silnicích. V celé délce po ní vede také asijská dálnice AH87 (Ankara – Smyrna).
Do 80. let se jednalo o část evropské silnice E23.

## Trasa
Turecko
- Smyrna (E87, E881) – Turgutlu – Salihli – Uşak – Afyonkarahisar (E981)
- – İscehisar – Sivrihisar (E90)